# Włoska rodzina (serial telewizyjny)
Włoska rodzina (wł. Una grande famiglia) – włoski serial telewizyjny, wyprodukowany przez Rai Fiction oraz Cross Productions, premierowo nadawany w latach 2012–2015. W Polsce serial zadebiutował jako Rodzina Manzoni na kanale AXN White, która od 4 października 2013 roku emitowała pierwszą serię, a w późniejszej emisji zmieniła tytuł na Rodzina Rengoni. Pod takim tytułem serial był wyświetlany na kanale AXN Spin. Od 4 maja 2020 serial nadawany jest pod nowym tytułem na kanale TVP1. Stacja zapowiedziała wyemitowanie wszystkich odcinków.

## Obsada
- Stefania Sandrelli jako Eleonora Pastore
- Gianni Cavina jako Ernesto Rengoni
- Stefania Rocca jako Chiara Mantovani
- Sonia Bergamasco jako Laura Rengoni
- Alessandro Gassman jako Edoardo Rengoni
- Giorgio Marchesi jako Raoul Rengoni
- Sarah Felberbaum jako Nicoletta Rengoni
- Primo Reggiani jako Stefano Rengoni
- Lino Guanciale jako Ruggero Benedetti Valentini
- Isabella Ferrari jako Claudia Manetti
- Cesare Bocci jako Leonardo Fabbri
- Luca Peracino jako Nicolò Fulvi Rengoni (seria 1-2)
- Romano Reggiani jako Nicolò Fulvi Rengoni (seria 3)
- Rosabell Laurenti Sellers jako Valentina Rengoni (seria 1-2)
- Irene Casagrande jako Valentina Rengoni (seria 3)
- Filippo De Paulis jako Ernesto „Tino” Rengoni
- Anna Bellezza jako Irene Salsano
- Giulia Cappelletti jako Elena Salsano
- Piera Degli Esposti jako Serafina Costantini
- Simone Abdel Gayed jako Salvatore „Salvo” Benedetti Valentini
- Valeria Solarino jako Giovanna Amidei
- Valentina Cervi jako Martina Ruggeri
- Giampaolo Morelli jako Alberto Magnano
- Roberto Nobile jako Antonio
- Giuditta Saltarini jako Valeria Benedetti Valentini
- Rose-Marie Sagne jako Amina
- Emmanuel Dabone jako Abi
- Pierpaolo Spollon jako Pierluigi Balanzoni
- Simone Coppo jako Jamal El Seb
- Irena Goloubeva jako Arianna Fabbri
- Massimo Popolizio jako Vincenzo De Lucia
- Chiara Nicola jako Silvia
- Francesco Foti jako Giorgio Scalese
- Massimiliano Gallo jako Domenico Salsano
- Alice Torriani jako Marta Scalese
- Leonardo Pazzagli jako Mattia Girardi

## Przegląd sezonów
| Seria | Liczba odcinków | Liczba odcinków | Premierowa emisja    | Premierowa emisja | Premierowa emisja   | Premierowa emisja |
| Seria | Włochy          | Polska          | Rozpoczęcie          | Zakończenie       | Rozpoczęcie         | Zakończenie       |
| ----- | --------------- | --------------- | -------------------- | ----------------- | ------------------- | ----------------- |
| 1     | 6               | 6               | 14 marca 2012        | 15 kwietnia 2012  | 4 października 2013 | 8 listopada 2013  |
| 1     | 6               | 12              | 14 marca 2012        | 15 kwietnia 2012  | 4 maja 2020         | 20 maja 2020      |
| 2     | 8               | 16              | 21 października 2013 | 5 grudnia 2013    | 21 maja 2020        | 12 czerwca 2020   |
| 3     | 8               | 16              | 12 kwietnia 2015     | 26 marca 2015     | 15 czerwca 2020     | 6 lipca 2020      |